# Rivulus amanapira
Rivulus amanapira és un peix de la família dels rivúlids i de l'ordre dels ciprinodontiformes.

## Distribució geogràfica
Es troba a la conca brasilera de l'Amazones.